# Japanische Tonleitern
Japanische Tonleitern sind verschiedene Arten von pentatonischen Tonleitern (音階 onkai, deutsch ‚Tonleiter‘ bzw. 調子 chōshi/jōshi, deutsch ‚Stimmung [im musikalischen Sinne]‘), die in der traditionellen japanischen Musik verwendet werden.
Zum einen sind Tonleitern in Gebrauch, die aus Ganztönen bestehen und wiederum in zwei Modi vorkommen (mit Bezug zu Yin und Yang), vor allem in der Gagaku-Musik:
|                    | Name in Umschrift | Kanji | Formel        | Beispiel     |
| ------------------ | ----------------- | ----- | ------------- | ------------ |
| „männlicher“ Modus | ryosen            | 呂旋  | 1, 2, 3, 5, 6 | c d e g a c′ |
| „weiblicher“ Modus | ritsusen          | 律旋  | 1, 2, 4, 5, 6 | c d f g a c′ |

Zum anderen werden, z. B. für die Koto, Tonleitern mit Halbtönen verwendet (hemitonische Pentatonik), die wiederum in drei Modi derselben pentatonischen Skala vorkommen:
| Name in Umschrift | Kanji    | Formel           | Beispiel         |
| ----------------- | -------- | ---------------- | ---------------- |
| hira-jōshi        | 平調子   | 1, 2, b3, 5, b6  | c d es g as c′   |
| iwato-jōshi       | 岩戸調子 | 1, b2, 4, b5, b7 | c des f ges b c′ |
| kumoi-jōshi       | 雲井調子 | 1, b2, 4, 5, b6  | c des f g as c′  |

Hira-jōshi wurde im 17. Jahrhundert vom blinden Koto-Meister Yatsuhashi Kengyō (八橋 検校) entwickelt und beinhaltet zwei Sprünge um jeweils eine große Terz; iwato-jōshi und kumoi-jōshi entsprechen dem Modus auf deren zweiter bzw. vierter Stufe.
Eine weitere wichtige hemitonisch-pentatonische Skala, die von der Koto-Stimmung abgeleitet ist, ist kokin-jōshi (1, 2, 4, 5, b6; z. B. c d f g as c′); ihr dritter Modus ist akebono (1, 2, b3, 5, 6; c d es g a c′), der vierte ist han’iwato (1, b2, 4, 5, b7; c des f g b c′).
In der traditionellen Volksmusik gibt es weitere Tonleitern, z. B.:
|            | Name in Umschrift | Kanji | Formel               | Beispiel                          |
| ---------- | ----------------- | ----- | -------------------- | --------------------------------- |
| Yin-Modus  | insen             | 陰旋  | 1, b2, 4, 5, b7/b6   | c des f g b c′/c′ as g f des c    |
| Yang-Modus | yōsen             | 陽旋  | 1, 2(b3), 4, 5, b7/6 | c d(es) f g b c′/c′ a g f 2(b3) c |

deren aufsteigende Formen sich wie beim melodischen Moll der westlichen Musik von der absteigenden unterscheiden.
Auf Ryūkyū (Okinawa) wird in der Volksmusik ein hemitonischer Modus mit der Formel 1, 3, 4, 5, 7 (z. B. c e f g h c′) verwendet (ryukuan), der infolge der fehlenden Sekunde und Sexte einen weltweit einzigartigen Klang aufweist.
Das Musikgenre Enka verwendet heutzutage hauptsächlich die Tonleiter Yonanuki tan’onkai (ヨナ抜き短音階; Moll-Tonart ohne die Stufen 4 und 7 bzw. ohne re und sol), die eine Modifikation der Yonanuki chōonkai (ヨナ抜き長音階; Dur-Tonart ohne die Stufen 4 und 7 bzw. ohne fa und si) darstellt. Diese wiederum geht auf die Skala Ryo Onkai (呂音階; siehe oben ryosen 呂旋) zurück.

## Wiedergabe des westlichen Tonsystems
Die Töne der westlichen Musik werden im Japanischen entsprechend der Iroha-Silbenfolge bezeichnet (wobei die Folge auf der 3. Stufe beginnt):
c – d – e – f – g – a – (engl.) b
entspricht japanisch (Katakana-Silbenschrift)
ハ ニ ホ ヘ ト イ ロ
ha – ni – ho – he – to – i – ro
Ein Kreuz wird dann durch vorangestelltes ei 嬰 und ein b durch ein vorangestelltes hen 変 gekennzeichnet. Diese Tonbezeichnungen werden dann kombiniert mit chōchō 長調 „Dur“ bzw. tanchō 短調 „Moll“.